# パブロ・カランドリア
パブロ・イグナシオ・カランドリア（Pablo Ignacio Calandria, 1982年3月15日 - ）は、アルゼンチン・ブエノスアイレス州出身の元サッカー選手。現役時代のポジションはフォワード。